# Indians de Kinston
Les Indians de Kinston (en anglais : Kinston Indians) étaient une équipe du baseball mineur de la Carolina League basée à Kinston, en Caroline du Nord de 1978 à 2011. Ils étaient affiliés aux Indians de Cleveland de la Ligue majeure de baseball et jouaient en Carolina League. Leur domicile était le Grainger Stadium (4100 places). 
Les joueurs les plus connus y ayant joués sont Víctor Martínez, Manny Ramírez, Ryan Garko, et Jim Thome.

## Palmarès
- Champion de la Carolina League (High-A) : 1988, 1991, 1995, 2004 et 2006.
- Vice-champion de la Carolina League (High-A) : 1987, 1990, 1996, 1997, 2002 et 2005.

## Histoire
Un club professionnel de baseball est actif à Kingston en 1908. En Eastern Carolina League, Kinston abandonne en cours de saison, le 15 juillet, après avoir disputé 18 matchs (6 victoires pour 12 défaites).
De 1922 à 1974, au gré des déménagements de franchises, Kinston est souvent représentée en Ligues mineures, mais ce n'est qu'à partir de 1978 qu'une équipe s'y installe durablement. Ray Kuhlman fonde la franchise à cette date à la suite d'une expansion de la Carolina League qui passe de quatre à six clubs. 
Le club rejoint l'organisation des Indians de Cleveland en 1987. Depuis lors, Kinston parvient onze fois en finale de la Carolina League pour cinq titres.

## Saison par saison
| Saison | Nom       | Ligue    | Niveau | Affiliation       | V-D   | Manager             | Play-offs           |
| ------ | --------- | -------- | ------ | ----------------- | ----- | ------------------- | ------------------- |
| 1978   | Eagles    | Carolina | High-A |                   | 57-77 | Leo Mazzone         |                     |
| 1979   | Eagles    | Carolina | High-A | Toronto Blue Jays | 67-69 | Duane Larson        |                     |
| 1980   | Eagles    | Carolina | High-A | Toronto Blue Jays | 69-69 | Dennis Holmberg     |                     |
| 1981   | Eagles    | Carolina | High-A | Toronto Blue Jays | 72-68 | John McLaren        | Défaite au 1er tour |
| 1982   | Blue Jays | Carolina | High-A | Toronto Blue Jays | 76-59 | John McLaren        |                     |
| 1983   | Blue Jays | Carolina | High-A | Toronto Blue Jays | 62-76 | Ron Clark/Doug Ault |                     |
| 1984   | Blue Jays | Carolina | High-A | Toronto Blue Jays | 71-69 | Doug Ault           |                     |
| 1985   | Blue Jays | Carolina | High-A | Toronto Blue Jays | 64-73 | Grady Little        | Défaite au 1er tour |
| 1986   | Eagles    | Carolina | High-A |                   | 60-75 | Dave Trembley       |                     |
| 1987   | Indians   | Carolina | High-A | Cleveland Indians | 75-65 | Mike Hargrove       | Défaite en finale   |
| 1988   | Indians   | Carolina | High-A | Cleveland Indians | 88-52 | Glenn Adams         | Champions           |
| 1989   | Indians   | Carolina | High-A | Cleveland Indians | 76-60 | Ken Bolek           |                     |
| 1990   | Indians   | Carolina | High-A | Cleveland Indians | 88-47 | Brian Graham        | Défaite en finale   |
| 1991   | Indians   | Carolina | High-A | Cleveland Indians | 89-49 | Brian Graham        | Champions           |
| 1992   | Indians   | Carolina | High-A | Cleveland Indians | 65-71 | Dave Keller         |                     |
| 1993   | Indians   | Carolina | High-A | Cleveland Indians | 71-67 | Dave Keller         | Défaite au 1er tour |
| 1994   | Indians   | Carolina | High-A | Cleveland Indians | 60-78 | Dave Keller         |                     |
| 1995   | Indians   | Carolina | High-A | Cleveland Indians | 81-56 | Gordon Mackenzie    | Champions           |
| 1996   | Indians   | Carolina | High-A | Cleveland Indians | 76-62 | Jack Mull           | Défaite en finale   |
| 1997   | Indians   | Carolina | High-A | Cleveland Indians | 87-53 | Joel Skinner        | Défaite en finale   |
| 1998   | Indians   | Carolina | High-A | Cleveland Indians | 69-71 | Mako Oliveras       |                     |
| 1999   | Indians   | Carolina | High-A | Cleveland Indians | 79-58 | Eric Wedge          | Défaite au 1er tour |
| 2000   | Indians   | Carolina | High-A | Cleveland Indians | 68-69 | Brad Komminsk       |                     |
| 2001   | Indians   | Carolina | High-A | Cleveland Indians | 89-51 | Brad Komminsk       | Défaite au 1er tour |
| 2002   | Indians   | Carolina | High-A | Cleveland Indians | 74-65 | Ted Kubiak          | Défaite en finale   |
| 2003   | Indians   | Carolina | High-A | Cleveland Indians | 73-66 | Torey Lovullo       | Défaite au 1er tour |
| 2004   | Indians   | Carolina | High-A | Cleveland Indians | 88-50 | Torey Lovullo       | Champions           |
| 2005   | Indians   | Carolina | High-A | Cleveland Indians | 76-64 | Luis Rivera         | Défaite en finale   |
| 2006   | Indians   | Carolina | High-A | Cleveland Indians | 85-54 | Mike Sarbaugh       | Champions           |
| 2007   | Indians   | Carolina | High-A | Cleveland Indians | 87-52 | Mike Sarbaugh       | Défaite au 1er tour |
| 2008   | Indians   | Carolina | High-A | Cleveland Indians | 72-66 | Chris Tremie        |                     |
| 2009   | Indians   | Carolina | High-A | Cleveland Indians | 60-78 | Chris Tremie        |                     |
| 2010   | Indians   | Carolina | High-A | Cleveland Indians | 73–67 | Aaron Holbert       | Défaite au 1er tour |
| 2011   | Indians   | Carolina | High-A | Cleveland Indians | –     | Aaron Holbert       |                     |